# Identitetsfunktion
I matematikken er en identitetsfunktion, også kaldet en identitetsafbildning eller identitetstransformation, en funktion, der ikke har nogen effekt: Den returnerer altid den samme værdi, den blev givet som argument. Med andre ord er identitetsfunktionen funktionen f(x) = x.

## Definition
Hvis M er en mængde, er identitetsfunktionen f : M → M defineret til at være funktionen, der opfylder
f(x) = x    ∀ x ∈ M.
Identitetsfunktionen f på M skrives ofte idM eller 1M.

## Algebraiske egenskaber
Hvis f : M → N er en funktion, fås at f o idM = f = idN o f (hvor "o" betegner funktionssammensætning.) Specielt er idM identitetselementet i monoiden af alle funktioner fra M til M.
| Matematik | Spire Denne artikel om matematik er en spire som bør udbygges. Du er velkommen til at hjælpe Wikipedia ved at udvide den. |